# Abraham Drohiczański
Abraham Drohiczański herbu Nałęcz (zm. w 1545 roku) – asesor sądowy w Chełmie w 1524 roku, starosta chełmski w latach 1541-1545.